# Angiotensina I

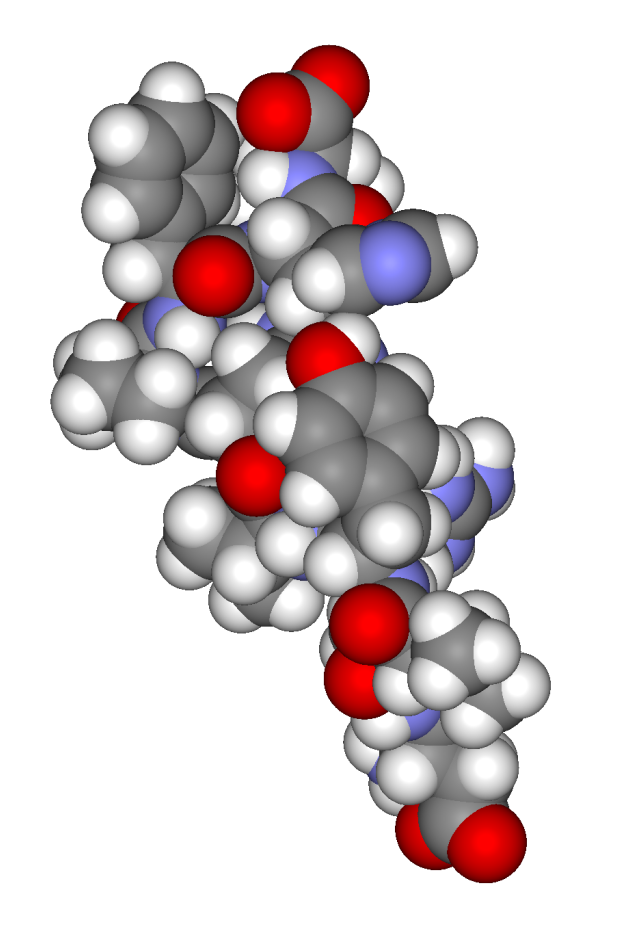
Modelo molecular da angiotensina I

Angiotensina I é um peptídeo que faz parte do sistema renina angiotensina aldosterona (SRAA). É formado a partir da ação da enzima renina sobre a angiotensinogênio. Sofre ação da enzima conversora da angiotensina, gerando a angiotensina II.

## Estrutura
A angiotensina I é composta por dez aminoácidos (decapeptídeo).